# Гимназија и стручна школа „Никола Тесла” Апатин
Гимназија и стручна школа „Никола Тесла” Апатин је средња школа и гимназија која се налази у Блоку 112, број 44, 25260 Апатин. 

## Опште информације
Образовно-васпитни рад се реализује на српском језику. 
Гимназија „Никола Тесла“ у Апатину је основана давне 1962. године, а у првим књигама инвентара налазимо прве датуме инвентарских књига од 15. децембра 1962. године.

## Историјат
На 174.седници, која је одржана 10. јанура 2019. године, Покрајинска влада је донела одлуку о оснивању нове школе под називом Гимназија и стручна школа „Никола Тесла“ која са својим радом почиње 01.09.2019. године. Истом одлуком Покрајинске владе укинуте су две школе Гимназија „Никола Тесла“ и Средња грађевинска и дрвопрерађивачка стручна школа.
Прва Гимназија  Никола Тесла у Апатину основана је 28.04.1962.године. Школска зграда гимназије била је тада стара зграда садашње Основне школе Жарко Зрењанин у Апатину. На почетку свога рада била је двосмерна општеобразовна средња школа друштвено-језичког и природно-математичког смера.Реформом средњег образовања престала је са радом школске 1978/79. године. У периоду до оснивања нове гимназије трансформисана је у Заједничку средњу школу и радну организацију за средње образовање.Нова Гимназија Никола Тесла општег смера основана је 29.06.1990.године, ишколовала је двадесет девет генерација гимназије општег смера и са својим радом је престала 31.08.2019. године.
Реформом средњег образовања средином седамдесетих година, односно увођењем првог и другог разреда заједничких основа после завршене основне школе, 1977. године основана је школа Центар за образовање стручних радника грађевинске струке ,,Никола Тесла``у Апатину. Седиште школе је било у згради машинског школског центра у Апатину. Сагласност на оснивање Центра дала је Скупштина општине Апатин 10. марта 1977. године. Статут Центра је донет 20. јуна 1977. године. Центар је у првој школској години од оснивања 1977/1978. почео образовати по Плану и програму за образовање стручних радника грађевинске струке. Сагласност на испуњавање услова у погледу простора, опреме, наставних средстава и наставног кадра је добијена 22. 9. 1977. године. Исте школске године Центар је у прву годину-трећи разред уписао три одељења за занимање Зидар и Технички цртач.
Реорганизацијом средњег образовања у општини Апатин основана је Радна организација за средње образовање. Један од ООУР-а је основан као правни наследник Центар са називом ООУР за образовање стручних радника грађевинске и дрвопрерађивачке струке ``Никола Тесла“. ООУР је уписивао ученике у први и други разред заједничких средњих основа и ученике позовно-усмереног образовања и васпитања грађевинске струке. Закон о средњој школи који је донет 1990 године прописано је усклађивање средњег образовања. Реорганизацијом средњег образовања у општини Апатин, одлуком СО Апатин 29. јуна 1990. године, у исто време када и Гимназија „Никола Тесла“, оснива се и Средња грађевинска и дрвопрерађивачка стручна школа, као правни наследник ООУР-а ``Никола Тесла``, и под тим називом школа ради до 31.08.2019. године.
Од 1. септембра 2019. године школа је Гимназија и стручна школа „Никола Тесла“.

## Подручја рада и профили
Гимназија и стручна школа „Никола Тесла” Апатин има следећа подручја рада и профиле:
- општи смер[1]
- архитектонски техничар[1]
- техничар за обликовање намештаја и ентеријера[1]

## Статистика

### Гимназија
Број ученика уписаних у школу
| Школска година | Број ученика |
| -------------- | ------------ |
| 2023/24        | 230          |
| 2022/23        | 240          |
| 2021/22        | 253          |
| 2019/20        | 305          |